# Aphaostracon
Aphaostracon is een geslacht van weekdieren uit de klasse van de Gastropoda (slakken).

## Soorten
- Aphaostracon asthenes F. G. Thompson, 1968
- Aphaostracon chalarogyrus F. G. Thompson, 1968
- Aphaostracon hypohyalinus F. G. Thompson, 1968
- Aphaostracon monas (Pilsbry, 1899)
- Aphaostracon pachynotus F. G. Thompson, 1968
- Aphaostracon pycnus F. G. Thompson, 1968
- Aphaostracon rhadinus F. G. Thompson, 1968
- Aphaostracon theiocrenetus F. G. Thompson, 1968